# Dyego Sousa
Dyego Wilverson Ferreira Sousa (São Luís, 14 september 1989) is een Portugees-Braziliaans voetballer die doorgaans speelt als spits. In augustus 2024 verruilde hij Alcorcón voor CD Nacional. Sousa maakte in 2019 zijn debuut in het Portugees voetbalelftal.

## Clubcarrière
Sousa speelde in de jeugdopleiding van Palmeiras en maakte een kort uitstapje naar Nacional in Portugal. Hierna speelde hij terug in Brazilië voor Moto Club en Operário. In 2010 verkaste de aanvaller opnieuw naar Portugal, waar Leixões zijn nieuwe club werd. Een jaar later ging hij voor één seizoen spelen voor het Angolese Interclube, waarna hij bij Tondela voor de derde maal in Portugal terechtkwam.
Portimonense werd in 2013 de volgende club van Sousa. Ook hier speelde de Braziliaan één seizoen. Hierna nam Marítimo hem over. Met Marítimo speelde hij voor het eerst in de Primeira Liga en in drie seizoenen tijd kwam hij tot achttien doelpunten. In de zomer van 2017 vertrok Sousa naar SC Braga, waar hij zijn handtekening zette onder een verbintenis voor de duur van vier seizoenen. Dit contract werd in maart 2019 met één jaar verlengd.
Vier maanden later nam Shenzhen de aanvaller over voor circa vijfenhalf miljoen euro. In China tekende hij tot eind 2022. Na verhuurperiodes bij Benfica en Famalicão vertrok Sousa in augustus 2021 definitief uit China, toen hij transfervrij verkaste naar Almería. Hij tekende oorspronkelijk voor drie jaar, maar na twee seizoenen besloten club en speler uit elkaar te gaan. Een week later tekende Sousa voor Alcorcón. Een seizoen en zeven competitiedoelpunten later keerde hij bij CD Nacional terug in Portugal.

## Clubstatistieken
| Seizoen | Club         | Competitie       | Competitie | Competitie | Beker | Beker | Internationaal | Internationaal | Totaal | Totaal |
| Seizoen | Club         | Competitie       | Wed.       | Dlp.       | Wed.  | Dlp.  | Wed.           | Dlp.           | Wed.   | Dlp.   |
| ------- | ------------ | ---------------- | ---------- | ---------- | ----- | ----- | -------------- | -------------- | ------ | ------ |
| 2010/11 | Leixões      | Segunda Liga     | 10         | 2          | 4     | 1     | —              | —              | 14     | 3      |
| 2011/12 | Interclube   | Girabola         | ?          | ?          | ?     | ?     | ?              | ?              | ?      | ?      |
| 2012/13 | Tondela      | Segunda Liga     | 29         | 4          | 0     | 0     | —              | —              | 29     | 4      |
| 2013/14 | Portimonense | Segunda Liga     | 26         | 6          | 3     | 1     | —              | —              | 29     | 7      |
| 2014/15 | Marítimo     | Primeira Liga    | 18         | 2          | 3     | 2     | —              | —              | 21     | 4      |
| 2015/16 | Marítimo     | Primeira Liga    | 28         | 12         | 7     | 0     | —              | —              | 35     | 12     |
| 2016/17 | Marítimo     | Primeira Liga    | 15         | 5          | 5     | 2     | —              | —              | 20     | 7      |
| 2017/18 | SC Braga     | Primeira Liga    | 18         | 8          | 2     | 0     | 6              | 2              | 26     | 10     |
| 2018/19 | SC Braga     | Primeira Liga    | 33         | 15         | 5     | 4     | 2              | 0              | 40     | 20     |
| 2019    | Shenzhen     | Super League     | 10         | 3          | 0     | 0     | —              | —              | 10     | 3      |
| 2019/20 | → Benfica    | Primeira Liga    | 11         | 0          | 1     | 0     | 1              | 0              | 13     | 0      |
| 2020/21 | → Famalicão  | Primeira Liga    | 5          | 0          | 0     | 0     | —              | —              | 5      | 0      |
| 2021/22 | Almería      | Segunda División | 24         | 5          | 2     | 0     | —              | —              | 26     | 5      |
| 2022/23 | Almería      | Primera División | 20         | 0          | 1     | 0     | —              | —              | 21     | 0      |
| 2023/24 | Alcorcón     | Segunda División | 23         | 7          | 1     | 0     | —              | —              | 24     | 7      |
| 2024/25 | CD Nacional  | Primeira Liga    | 7          | 0          | 1     | 0     | —              | —              | 8      | 0      |
| Totaal  | Totaal       | Totaal           | 277        | 69         | 35    | 10    | 9              | 2              | 321    | 81     |

Bijgewerkt op 14 mei 2025.

## Interlandcarrière
Sousa maakte op 22 maart 2019 zijn debuut in het Portugees voetbalelftal, toen met 0–0 gelijkgespeeld werd tegen Oekraïne in een kwalificatiewedstrijd voor het EK 2020. De aanvaller mocht van bondscoach Fernando Santos zeventien minuten voor het einde van het duel invallen voor André Silva.
| Interlands van Dyego Sousa voor Portugal | Interlands van Dyego Sousa voor Portugal | Interlands van Dyego Sousa voor Portugal | Interlands van Dyego Sousa voor Portugal | Interlands van Dyego Sousa voor Portugal | Interlands van Dyego Sousa voor Portugal | Interlands van Dyego Sousa voor Portugal |
| №                                        | Datum                                    | Wedstrijd                                | Uitslag                                  | Competitie                               | Goals                                    |                                          |
| Als speler bij SC Braga                  | Als speler bij SC Braga                  | Als speler bij SC Braga                  | Als speler bij SC Braga                  | Als speler bij SC Braga                  | Als speler bij SC Braga                  | Als speler bij SC Braga                  |
| ---------------------------------------- | ---------------------------------------- | ---------------------------------------- | ---------------------------------------- | ---------------------------------------- | ---------------------------------------- | ---------------------------------------- |
| 1                                        | 22 maart 2019                            | Portugal – Oekraïne                      | 0 – 0                                    | EK 2020 kwalificatie                     |                                          |                                          |
| 2                                        | 25 maart 2019                            | Portugal – Servië                        | 1 – 1                                    | EK 2020 kwalificatie                     |                                          |                                          |

Bijgewerkt op 14 mei 2025.